# Heinrich von Eschenz
Heinrich von Eschenz († 6. April 1391 in St. Blasien) war als Heinrich IV., Edler von Eschenz von 1348 bis 1391 Abt im Kloster St. Blasien im Südschwarzwald.

## Wappen
Gespaltenes Wappen, links auf gold aufrechter nach links gewendeter roter Löwe, rechts silberner Schrägbalken, rechtsabfallend, auf blauem Schild.